# 兰妃 (后燕)
兰妃（?—?），昌黎郡棘城县（今辽宁省锦州市义县）人，後燕的篡位者兰汗的女儿、昭武帝慕容盛的妻子。
398年，段速骨背叛逃到龙城的後燕皇帝慕容寶，慕容寶南奔，想投靠叔叔慕容德，被庶长子慕容盛劝阻止。慕容盛随父出奔，兰妃侍奉婆婆丁氏很谨慎。不久慕容宝听说慕容德自立为皇帝建立南燕，只好回到龙城，被兰汗诓骗殺害。兰汗自立为王，并杀了太子慕容策，但在乙夫人和兰妃的求情下赦免了慕容盛。后来，兰汗兄弟想除掉慕容盛，兰妃就告密给丈夫，慕容盛自称病重不去见兰汗，兰汗也停止谋害他。慕容盛设计挑拨兰汗兄弟内斗，最后杀了兰汗为父、弟报仇，即位为皇帝。慕容盛认为兰妃是兰汗的女儿，应该连坐，其母丁太后求情说兰妃有保全之功，最终慕容盛没有加害兰妃，但也没有立她为皇后。